# Макеев, Олег Владимирович
Олег Владимирович Макеев (3 августа 1915 года, Кяхта — 13 августа 1999 года, Пущино) — советский и российский учёный-почвовед, доктор геолого-минералогических наук, профессор. Председатель президиума Бурятского филиала СО АН СССР. Выдающийся исследователь почв Сибири, автор теории почвенного криогенеза; создатель лаборатории криогенных процессов в почвах (г. Пущино, Московская обл.); организатор Бурятского филиала СО АН СССР.

## Биография
Родился 3 августа 1915 года в г. Троицкосавске (Кяхте). Отец — Владимир Александрович Макеев, инженер; мать — Вера Федоровна Макеева (урожд. Смирнова), учительница, музейный работник. Детство прошло в г. Кяхте. Окончил девятилетнюю школу.
1931—1935 гг. — работал счетным и складским работником в г. Кяхте, в системе внешней торговли СССР с МНР. В 1934—1935 гг. — депутат Городского Совета г. Кяхты.
1935—1940 гг. — учился на Геолого-почвенно-географическом факультете Иркутского государственного университета (ИГУ), специальность: почвоведение.
1940—1945 гг. — служил в РККА и участвовал в Великой Отечественной войне. Принимал участие в Битве за Москву, Ржевско-Вяземской операции, освобождении Белоруссии, Восточно-Померанской и Берлинской наступательных операциях. Закончил войну в звании майора. Последняя должность — старший помощник оперативного отдела штаба 49-й армии. Был награждён орденами и медалями.
1945—1958 гг. — учился в аспирантуре и работал на кафедре почвоведения ИГУ с 1950 г. Занимался научно-исследовательской работой, участвовал в почвенных экспедициях на территории Иркутской обл. и Бурятской АССР, вел преподавательскую деятельность. В 1949 году защитил кандидатскую диссертацию по теме «Подзолообразование на различных породах Средне-Сибирского плоскогорья» (Иркутск), научный руководитель — проф. И. В. Николаев; в 1958 г. — докторскую диссертацию по теме «Дерновые таёжные почвы юга Средней Сибири (генезис, свойства и пути рационального использования)» (Москва), научный консультант — проф. Н. П. Ремезов. С 1950 г. — доцент, с 1958 г. — заведующий кафедрой почвоведения.
1958—1969 гг. — работал в Бурятском комплексном НИИ, затем в Бурятском институте естественных наук СО АН СССР. Макеев и его сотрудники изучали почвенный покров Бурятской АССР; проводили почвенное районирование и картирование Байкальской Сибири. С начала 1960-х годов под руководством О. В. Макеева разворачиваются широкомасштабные исследования микроэлементов в почвах и растениях Сибири и Дальнего Востока. Параллельно с фундаментальными исследованиями О. В. Макеев изучал вопросы повышения плодородия почв, агрохимии, борьбы с засухой и эрозией почв Бурятии. В Бурятском комплексном НИИ О. В. Макеев создал отдел почвоведения. В 1959 г. он стал заместителем директора, а в 1960 г. — директором института. По инициативе О. В. Макеева в апреле 1966 г. на базе Комплексного НИИ был создан Бурятский филиал СО АН СССР (впоследствии Бурятский научный центр РАН), он же стал первым Председателем президиума филиала. В 1963 г. О. В. Макеев организовал и возглавил кафедру почвоведения и агрохимии на Агрономическом факультете Бурятского сельскохозяйственного института. В 1960 году было присвоено звание профессора, а в 1965 году заслуженного деятеля науки и техники Бурятской АССР. В 1963—1967 гг. О. В. Макеев являлся депутатом и председателем комиссии по охране природы Верховного Совета Бурятской АССР.
1969—1999 гг. — работал в г. Пущине Московской обл., в Отделе почвоведения, агрохимии и комплексных мелиораций Института биохимии и физиологии микроорганизмов АН СССР, а с 1970 г. — в Институте агрохимии и почвоведения АН СССР, (современное название — Институт физико-химических и биологических проблем почвоведения РАН). Под руководством О. В. Макеева проводились полевые и лабораторные исследования криогенных (мерзлотных и холодных) почв в Забайкалье, Монголии, Западной Сибири, на Русской равнине и на севере Якутии. Им разрабатывалась теория почвенного криогенеза. В 1969—1978 гг. О. В. Макеев заведовал лабораторией криогенных процессов в почвах, в 1978—1979 гг. — Отделом экспериментального почвоведения, в 1982—1987 гг. — лабораторией мелиоративных прогнозов, в 1996—1999 гг. — Отделом почвоведения. В 1971—1976 гг. он являлся заместителем директора института по науке. О. В. Макеев был заместителем председателя Оргкомитета X Международного конгресса почвоведов (1974 г., г. Москва).
Скончался в 1999 г. в г. Пущине.

## Научная деятельность

### Основные научные и научно-организационные достижения
1. Изучение почв и почвенного покрова Иркутской области и Бурятии. Обобщение генетических характеристик дерновых таёжных, дерново-подзолистых и серых лесных почв Прибайкалья. Выявление самобытности почвообразования в Средней Сибири, где подзолообразование играет подчиненную роль, а ведущая принадлежит аккумулятивным и метаморфическим процессам. Проведение почвенного районирования и картирования Байкальской Сибири. Разработка (совместно с Н. А. Ногиной) классификации почв Средней и Восточной Сибири. Изучение гидротермических режимов, сезонной динамики химических и биологических параметров на почвенных стационарах.
2. Широкомасштабное изучение биогеохимии микроэлементов в почвах и растениях Сибири и Дальнего Востока. Выявление ряда закономерностей в распространении микроэлементов, в динамике их подвижных форм, во влиянии микроэлементов на биологическую активность почвы и в эффективности применения микроудобрений. Проведение биогеохимического районирования по микроэлементам обширных территорий, составление почвенно-агрохимических карт по микроэлементам Сибири, разработка научных основ применения микроудобрений на всей азиатской части СССР.
3. Создание теории почвенного криогенеза, основными понятиями которой являются: мерзлота как субфактор почвообразования, почвенный криогенез как совокупный процесс, криогенные признаки в почвах и криогенные генетические горизонты, криогенные (мерзлотные и холодные) почвы, криопедосфера, фации почвенного криогенеза и криогенные ареалы. Обоснование выделения криологии почв как самостоятельной научной дисциплины, в которой «смыкаются почвоведческие и мерзлотоведческие подходы».
4. Теоретические исследования и практические рекомендации в области повышения плодородия почв и урожайности сельскохозяйственных растений на территории Иркутской обл. и Бурятии. Изучение эффективности химических удобрений и динамики элементов питания в почвах при различных севооборотах, влияния приемов обработки почвы на образование и разрушение почвенной структуры. Эффективная борьба с засухой в степной зоне Бурятии. Проведение почвенно-эрозионного районирования Байкальской Сибири и определение мер по охране почв.
5. Учреждение Отдела почвоведения в Бурятском комплексном НИИ СО АН СССР, затем Бурятском институте естественных наук СО АН СССР; создание кафедры почвоведения и агрохимии в Бурятском сельскохозяйственном институте; организация Бурятского филиала СО АН СССР; создание лаборатории криогенных процессов в почвах в Отделе почвоведения, агрохимии и комплексных мелиораций ИБФМ АЕ СССР, затем в Институте агрохимии и почвоведения АН СССР (г. Пущино) — первого в стране научного подразделения, систематически изучающего проблемы почвенного криогенеза и почвы криолитозоны; организация рабочей группы по криогенным почвам Международного общества почвоведов.

### Труды
О. В. Макеев является автором более 225 научных работ и ответственным редактором 23 научных сборников. Наиболее важными трудами ученого являются следующие:
Монографии:
- Дерново-подзолистые почвы на различных породах Среднесибирского плоскогорья // Известия Биолого-географического НИИ при Иркутском государственном университете. Т. 11. Вып. 4. Иркутск, 1951. 108 с.
- Дерновые таёжные почвы юга Средней Сибири (генезис, свойства и пути рационального использования). Улан-Удэ: Бурятское книжное издательство, 1959. 347 с.
- Микроэлементы в почвах Сибири и Дальнего Востока. М.: Наука, 1973. 152 с.
- Криогенные почвы и их рациональное использование. М.: Наука, 1977. 272 с. Соавторы: Керженцев А. С., Несмелова Е. И., Алифанов В. М., Русских А. М., Олейников Р. Р., Гершевич Э. Г., Гершевич В. Д., Чигир В. Г., Гиличинский Д. А., Губина О. Н., Фоминых Л. А., Золотарева Б. Н., Гугалинская Л. А.
- Фации почвенного криогенеза и особенности организации в них почвенных профилей. М.: Наука, 1981. 87 с.
- Температурное поле почв: закономерности развития и почвообразующая роль. М: Наука, 1985. 186 с. Соавтор: Остроумов В. Е.
- Почвы с текстурно-дифференцированным профилем основных криогенных ареалов севера Русской равнины. Пущино: ОНТИ НЦБИ, 1989. 272 с. Соавтор: Макеев А. О.

Брошюры:
- Почвенное районирование Байкальской Сибири. Улан-Удэ, 1960. 67 с. Соавторы: Корзун М. А., Ногина Н. А., Уфимцева К. А.
- Биосфера, криосфера, почва. Препринт. Пущино, 1975. 20 с.
- Глобальная экология почвенного холода и тепла. Препринт. Пущино: ОНТИ НЦБИ, 1980. 35 с. Почвенный криогенез. Пущино: ОНТИ ПЦБИ, 1985. 40 с.
- Почвы мерзлотных регионов биосферы, их функционирование и использование. Пущино: ОНТИ НЦБИ АН СССР, 1990. 44 с.

Статьи:
- О почвах Тункинского аймака БМ АССР и их производственном использовании. Записки Бурят-Монгольский НИИ культуры и экономики. Т. 9. Улан-Удэ, 1949. С. 160—185
- В. В. Докучаев — педагог русской высшей школы // Известия Биолого-географического НИИ при Иркутском государственном университете им. А. А. Жданова. Т. XIII. Вып. 3-4. Иркутск, 1953. С. 12-35.
- Процессы образования и разрушения почвенной структуры в серых лесных черноземовидных и дерново-карбонатных почвах Иркутской области // Известия Восточно-Сибирского отдела Географического общества СССР, 1954. Т. 58. Иркутск, 1954. С. 1-68.
- Почвы долин рек Иркута и Джиды в БМАССР и вопросы их мелиорации // Материалы по изучению производительных сил БМ АССР. Вып. 1. Улан-Удэ, 1954. С. 347—362.
- Почвы Хоринского аймака БМ АССР // Материалы по изучению производительных сил БМ АССР. Вып. 2. Улан-Удэ: Бурят-Монгольское книжное изд-во, 1955. С. 321—340.
- О превращении форм почвенных фосфатов в серых лесных и дерново-карбонатных почвах Средней Сибири // Вестник Московского университета. Серия биология, почвоведение, геология, география. 1956. № 2. С. 113—124.
- Проблема генезиса таёжных почв юга Средней Сибири // Известия АН СССР, серия биологическая. 1957. №.4. С. 416—430.
- Генетические ряды почв // Почвоведение. 1957. № 12. С. 79-82.
- О роде дерново-лесных почв на элюво-делювии траппов // Почвоведение. 1958. № 7. С. 86-97. Соавтор: Ногина Н. А.
- О понятии «почвенный тип» // Научные доклады высшей школы: Биологические науки. 1959. № 3. С. 204—211. Соавтор: Ремезов Н. П.
- Проблема борьбы с засухой и эрозией почв и задачи почвенных исследований в Бурятской АССР // Труды Бурятского Комплексного НИИ СО АН СССР. Серия геолого-географическая. Улан-Удэ, 1960. Вып. 2. С. 141—152.
- Вопросы географии почв Восточной Сибири // Труды Бурятского Комплексного НИИ. Серия биолого-почвенная. Улан-Удэ, 1960. Вып. 4. С. 7-18.Соавтор: Б. В. Надеждин.
- Болотные и луговые почвы Тункинской впадины в БурАССР // Труды Бурятского комплексного НИИ СО АН СССР. Вып. 4. Серия биолого-почвенная. Улан-Удэ, 1960. С. 19-37.
- Водная и ветровая эрозия почв в Бурятской АССР и зональные особенности противоэрозионных мероприятий // Краеведческий сборник. Вып. 6. Улан-Удэ: Бурятское книжное изд-во, 1961. С. 15-24. Соавтор: Иванов А. Д.
- Классификация и диагностика почв Средней и Восточной Сибири // Краткие сообщения Бурятского Комплексного НИИ СО АН СССР. Серия естественных наук. Улан-Удэ, 1962. Вып. 3. С. 65-71. Соавтор: Ногина Н. А.
- Биогеохимические аспекты генезиса некоторых почв Сибири и Дальнего Востока // Доклады сибирских почвоведов к VIII Международному почвенному конгрессу. Новосибирск, 1964. С. 7-15. Соавторы: Ивлев А. М., Ильин В. Б., Мартынов В. П.
- Своеобразие процессов почвообразования в мерзлотной тайге (на примере изучения почв Забайкалья) // Происхождение и свойства почв Забайкалья. Доклады бурятских почвоведов к IX Международному конгрессу почвоведов. (Ред.: О. В. Макеев, В. А. Вторушин, В. И.. Дугаров). Улан-Удэ: Бурятское книжное изд-во, 1968. С. 51-101. Соавторы: Ногина Н. А., Вторушин В. А.
- Генетико-микроморфологические особенности некоторых почв Западного Забайкалья // Почвоведение. 1970. № 4. С. 86-99. Соавторы: Ярилова Е. А., Цыбжитов Ц. Х.
- Криогенные процессы в почвах мерзлотных и холодных почвенно-биоклиматических фаций и хозяйственное использование этих почв // Комплексное изучение ресурсов биосферы и химизации сельского хозяйства. Пущино на Оке, 1972. С. 59-76.
- Проблемы почвенного криогенеза // Почвенный криогенез. К Х Международному конгрессу почвоведов. М.: Наука, 1974. С. 7-17.
- О почвах средней тайги Восточного Забайкалья в области сплошного распространения многолетней мерзлоты // Почвенный криогенез. К Х Международному конгрессу почвоведов. М.: Наука, 1974. С. 117—126. Соавторы: Алифанов В. М., Гугалинская Л. А.
- Гидротермические условия и развитие микрофлоры в мерзлотной лугово-чернозёмной почве (Еравнинская котловина Бурятской АССР) // Почвенный криогенез. К Х Международному конгрессу почвоведов. М.: Наука, 1974. С. 162—176. Соавторы: Дугаров В. И., Нимаева С. Ш., Петрова А. С.
- Cryogenis processes in the soil of // Geoderma. 1974. № 12. Р. 101—109. Co-author: Kerzhintsev A.S.
- Мерзлота как фактор почвообразования // Проблемы почвоведения. (Советские почвоведы к XI Международному конгрессу почвоведов). М.: Наука, 1978. С. 196—201.
- Почвенные ресурсы марей зоны БАМ и пути получения на них сельскохозяйственной продукции // Почвы зоны БАМ. Новосибирск: Наука, Сибирское отделение, 1979. С. 42-49. Соавторы: Гершевич Э. Г., Худяков О. И.
- Зимнее иссушение почвы вблизи морозобойных трещин // Почвоведение. 1980. № 10. С. 80-87. Соавтор: Остроумов В. Е.
- Криогенные процессы и явления в почвах (по поводу статьи Соколова с соавторами) // Почвоведение. 1981. № 6. С. 119—127.
- Термическая эволюция почвенного покрова Земли под влиянием температуры, как эдафического фактора // Проблемы почвоведения. Советские почвоведы к XII Международному конгрессу почвоведов. М.: Наука, 1982. С. 143—147.
- Научная деятельность В. А. Ковды в Академии наук СССР // Почвоведение, 1984. № 12. С. 8-15. Соавтор: Быстрицкая Т. Л.
- Энергетические критерии оценки теплообеспеченности почв // Климат почв. Пущино, 1985. С. 140—143. Соавтор: Остроумов В. Е.
- Современная концепция почвенного криогенеза, эволюция криогенных почв в голоцене и проблемы мелиорации почв с мерзлотой в профиле // Эволюция и возраст почв СССР. Пущино: ОНТИ ПЦБИ, 1986. С. 37-46.
- Температурное поле и годовые теплообороты в почвах // Успехи почвоведения: Советские почвоведы к XIII Международному конгрессу почвоведов, Гамбург. М.: Наука, 1986. С. 27-32. Соавтор: Остроумов В. Е.
- Современные криологические проблемы докучаевского почвоведения // 100 лет генетического почвоведения. М.: Наука, 1986. С. 118—125. Соавторы: Васильевская В. Д., Димо В. Н., Еловская Л. Г., Забоева И. В., Игнатенко И. В.
- Современная концепция почвенного криогенеза // Плодородие почв и биологическая продуктивность агроценозов. Пущино: ОНТИ ПЦБИ, 1986. С. 44-59.
- Строение ионного потока элементов питания растений в почвах при температурном градиенте // Доклады Академии наук СССР. 1989. Т. 309. № 1. С.184-186. Соавтор: В. Е. Остроумов.
- Криогенных физико-химические почвенных процессы и проблема охраны почв Арктики // Пространственно-временная организация и функционирование почв. Пущино: ОНТИ НЦБИ АН СССР, 1990. С. 168—177. Соавтор: Остроумов В. Е.
- Криология почв // Криология почв. Пущино: ОНТИ ПНЦ РАН, 1991. С. 3-10.
- О классификации почв мерзлотных регионов // Итоги фундаментальных исследований криосферы Земли в Арктике и Субарктике. Материалы Международной конференции (г. Пущино, 23-26 апреля .). Новосибирск: Наука. Сибирское отделение РАН, 1997. С. 303—309.
- Почва, мерзлота, криопедология // Почвоведение, 1999. № 8. С. 947—957.

Доклады:
- О повышении плодородия почв Средней Сибири. Выступление на совещании почвоведов 20-26 апреля 1954 г. // Почвоведение. 1954. № 7. С. 43.
- Общие закономерности распределения микроэлементов в почвах СССР и микроэлементный состав некоторых почв Байкальской Сибири // Микроэлементы в почвах, водах и организмах Восточной Сибири и Дальнего Востока и их роль в жизни растений, животных и человека. Труды Первой конференции по микроэлементам в почвах, растительных и животных организмов Восточной Сибири и Дальнего Востока (декабрь 1960 г., г. Улан-Удэ). Улан-Удэ, 1961. С. 7-38.
- Динамика содержания подвижных форм соединений микроэлементов в почвах Бурятской АССР // Микроэлементы в сельском хозяйстве и медицине. Материалы IV Всесоюзного совещания по вопросам применения микроэлементов в сельском хозяйстве и медицине. (4-9 июля 1962 г., г. Киев). Киев: Изд-во Украинской Академии сельскохозяйственных наук, 1962. С. 226—227. Соавтор: Сеничкина М. Г.
- Биогеохимия и агрохимия микроэлементов в Сибири и на Дальнем Востоке // Микроэлементы в биосфере и применение их в сельском хозяйстве и медицине Сибири и Дальнего Востока. Доклады II Сибирской конференции (28 ноября — 1 декабря 1964 г., г. Красноярск). Улан-Удэ, 1967. С. 7-44.
- Микроэлементы в Сибири. Закономерности распространения в биосфере и пути эффективности использования в сельском хозяйстве и медицине // Доклады V Всесозного совещания «Микроэлементы в сельском хозяйстве и медицине» (22-26 августа 1966 г., г. Иркутск). Улан-Удэ: Бурятское книжное изд-во, 1968. С. 19-48.
- Общие закономерности распределения микроэлементов в почвах СССР и микроэлементный состав некоторых почв Байкальской Сибири // Микроэлементы в сельском хозяйстве и медицине Сибири. Микроэлементы в биосфере и их применение в сельском хозяйстве и медицине Сибири и Дальнего Востока. Тезисы докладов III Сибирской конференции (3-6 июня 1969 г., г. Омск). Улан-Удэ, 1969. С. 7-38.
- Водно-температурный режим сезонно-мерзлых и мерзлотных почв Западного Забайкалья // Доклады Всесоюзной конференции по мерзлотным почвам «Мерзлота и почва». Вып. 1. Физика мерзлотных почв. Якутск, 1972. С. 77-87. Соавторы: Дугаров В. И., Цыбжитов Ц. Х. Криопедосфера.
- Теория развития и практика использования // Почвенный криогенез и мелиорация мерзлотных и холодных почв. Материалы Всесоюзной конференции. (28-31 октября 1975 г., г. Пущино). М.: Наука, 1975. С. 5-26.
- The soils of the polar climatic regions, their major limitations for food production and the overriding climatic restraints // Plenary session papers of XI-th International Congress of Soil Science (June 19-27 1978, Edmonton, Canada). V. 2. : University , 1978. P. 27-69.
- Плодородие и рациональное использование почв Крайнего Севера (тундровая и лесотундровая зоны) // Значение почвенных исследований в решении продовольственной программы. Доклады Генерального симпозиума VI съезда Всесоюзного общества почвоведов (15-21 сентября 1981 г., г. Тбилиси). Тбилиси, 1981. С. 130—147. Соавторы: Васильевская В. Д., Волковинцер В. И., Еловская Л. Г., Забоева И. В., Игнатенко И. В., Ковалев Р. В., Степанов А. Н., Гершевич В. Д.
- Problems of soils of the North of the world and their utilization // Transactions of XII-th International congress of soil science (February 8-16 1982, New Dehli). Whither soil research. V. Panel discussion papers: Whither soil research. New Dehli, 1982. P. 365—381.
- Изменение теплообеспеченности почв в условиях их обводнения // Тезисы докладов Всесоюзной конференции «Почвенно-экологические и мелиоративные проблемы переброски части стока северных и сибирских рек на юг страны (прогнозы и рекомендации)». (20-23 декабря 1983 г., г. Пущино). Пущино: ОНТИ НЦБИ АН СССР, 1983. С. 125—127. Соавтор: Остроумов О. В.
- Проблема эволюции криогенеза и криогенных почв в голоцене // Тезисы докладов Всесоюзной конференции «История развития почв СССР в голоцене» (4-7 декабря 1984 г., г. Пущино). Пущино: ОНТИ НЦБИ АН СССР, 1984. С. 19-21.
- Взаимовлияние криосферы и биосферы при формировании почв и почвенного покрова // Тезисы докладов VIII Всесоюзного съезда почвоведов (14-18 августа 1989 г., г. Новосибирск). Кн. 6. Новосибирск, 1989. С. 242—252.
- Криопедология: фундаментальные и технические основы (на русском и английском языках) // Материалы 1-й Международной конференции «Криопедология» (Криогенные почвы: влияние криогенеза на процессы и особенности почвообразования). (10-14 ноября 1992 г., г. Пущино) и Российско-американского семинара «Криопедология и глобальные изменения» (15-16 ноября 1992 г., г. Пущино). Пущино: ОНТИ ПНЦ РАН, 1992. С. 9-17.
- Перераспределение подвижных компонентов в промерзающих почвах // Материалы 1-й Международной конференции «Криопедология» (Криогенные почвы: влияние криогенеза на процессы и особенности почвообразования). (10-14 ноября 1992 г., г. Пущино,) и Российско-американского семинара «Криопедология и глобальные изменения» (15-16 ноября 1992 г., г. Пущино). Пущино: ОНТИ ПНЦ РАН, 1992. С 80-87. Соавтор: Остроумов В. Е.

Карты:
- Почвенная карта Заларинского района Иркутской области в масштабе 1:100000. Иркутск: Бурятский Комплексный НИИ СО АН СССР и Иркутский Государственный университет, 1962. Соавтор: М. А. Корзун.
- Почвенная карта Тункинского аймака Бурятской АССР и района долины р. Иркут в Иркутской области в масштабе 1:200000. Иркутск: Бурятский Комплексный НИИ, Иркутский Государственный университет, 1962.
- Карта агропочвенного районирования Иркутской области в масштабе 1:1000000 // Атлас Иркутской области. М.-Иркутск: Изд-во ГУГК, 1962. С. 182.
- Почвенная карта Иркутской области в масштабе 1:4000000 // Атлас Иркутской области. М.-Иркутск: Изд-во ГУГК, 1962. С. 75-82. Соавторы: Николаев И. В., Надеждин Б. В., Корзун М. А.
- Почвенная карта юга Иркутской области в масштабе 1:2000000 // Атлас Иркутской области. М.-Иркутск: Изд-во ГУГК, 1962. С. 80-81. Соавторы: Николаев И. В., Надеждин Б. В., Корзун М. А.
- Почвы. Карта. Масштаб 1:3500000 // Забайкалье (Бурятская АССР и Читинская область). Атлас. Москва-Иркутск, 1967. Соавторы: Иванова Е. Н., Розов Н. И.
- Почвы Северо-Западного Забайкалья. Карта. Масштаб 1:25000000 // Забайкалье (Бурятская АССР и Читинская область). Атлас. М.-Иркутск, 1967. Соавторы: Булгадаев В. А., Корзун И. А., Мартынов В. П., Ногина Н. А., Уфимцева К. А.
- Почвообразующие породы. Карта. Масштаб 1:7000000 // Забайкалье (Бурятская АССР и Читинская область). Атлас. М.-Иркутск, 1967. Соавторы: Ногина Н. А., Уфимцева К. А., Булгадаев В. А.
- Почвенно-географическое районирование. Карта. Масштаб 1:7000000 // Забайкалье (Бурятская АССР и Читинская область). Атлас. М.-Иркутск, 1967. Соавторы: Ногина Н. А., Уфимцева К. А., Булгадаев В. А.

Депонированные рукописи:
- История почвоведения с древнейших времен до Великой Октябрьской Социалистической революции. М: ВИНИТИ СССР, 1984.

## Награды и премии
орден Красного Знамени (1945 г.), два ордена Отечественной войны II степени (1944 г. и 1985 г.), орден Красной Звезды (1943 г.), орден Почета (1995 г.); медали: «За взятие Кенигсберга» (1945 г.), «За победу над Германией» (1945 г.), «ХХ лет победы в Великой Отечественной войне» (1965 г.), «50 лет Советской армии» (1968.), «За доблестный труд в ознаменование 100-летия В. И. Ленина» (1970 г.), «ХХХ лет победы в Великой Отечественной войне» (1975 г.), «60 лет вооруженных сил СССР» (1978 г.), «ХL лет победы в Великой Отечественной войне» (1985 г.), «70 лет вооруженных сил СССР» (1988 г.), «L лет победы в Великой Отечественной войне» (1995 г.), «В память 850-летия Москвы» (1997 г.); почетная грамота Президиума Верховного Совета РСФСР (1985 г.).